# Веттерстедт, Густав
Граф Густав Веттерстедт (швед. Gustaf af Wetterstedt; 29 декабря 1776, Вааса, Остроботния — 15 мая 1837, Стокгольм) — шведский государственный деятель, статс-секретарь Швеции. дипломат, Министр иностранных дел Швеции (8 июня 1824 — 15 мая 1837). Член Шведской академии (1811), Шведской королевской академии наук (1817).

## Биография

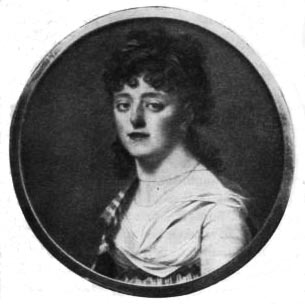
Шарлотта Аурора де Гер, супруга Г. Веттерстедта

Сын барона. В шестилетнем возрасте записан корнетом в армию Швеции. В 1794 году стал полковым прапорщиком. Выпускник Уппсальского университета.
Совершил заграничную поездку. Вернувшись домой, состоял на дипломатической работе. В 1801 г. был назначен вторым секретарём Кабинета иностранных дел, в 1805 г. — секретарём Кабинета министров. Сопровождал короля Густава IV Адольфа во время его кампании 1805 г. в Померании и был назначен государственным секретарём вскоре после государственного переворота в Швеции 1809 года. В том же году назначен канцлером казначейства. Сопровождал наследного принца Карла Юхана в Турку.
С 1812 г. Густав Веттерстедт был фактическим министром иностранных дел Швеции.
3 марта 1813 года он и Ларс фон Энгестрём подписали договор о конфедерации с Англией, а 4 апреля того же года — мирный договор с Пруссией.
14 января 1814 года заключил и подписал мирный договор с Данией в Киле, 30 мая подписал мирные договоры с Францией в Париже. В 1814 году был назначен одним из шести уполномоченных, которым было поручено вести переговоры с норвежским парламентом об унии между Швецией и Норвегией, 4 ноября в Моссе подписал акт об унии. После этого в 1818 году был возведен в ранг одного из лордов королевства, стал графом в 1819 году и в 1824 году был назначен министром иностранных дел Швеции. Сменил на этом посту Густава Морица Армфельта. За 13 лет своего пребывания на посту министра заключил несколько важных для Швеции договоров, таких как конвенция с Англией о прекращении работорговли и новый договор о торговле и судоходстве с этой же страной, подписал конвенцию о пограничном регулировании с Российской империей, торговые и морские договоры с Данией, Пруссией, Соединенными Штатами Америки, Россией, Ганновером и так далее.
Похоронен на кладбище Норра бегравнингсплатсен в Стокгольме.

## Награды
- Орден Серафимов
- Орден Полярной звезды
- Орден Святого апостола Андрея Первозванного (5 января 1826)[6]